# Nepřemožení
Nepřemožení je opera (zpěvohra) (Op. 100) o čtyřech jednáních českého skladatele Josefa Bohuslava Foerstera na vlastní libreto. Poprvé byla provedena dne 19. prosince 1918 v Národním divadle v Praze.

## Vznik a historie díla
Námět Nepřemožených pochází z doby, kdy Josef Bohuslav Foerster žil a působil v Hamburku, kde byla angažována jeho manželka, pěvkyně Berta Foersterová. Foerster jako hudební kritik pro hamburské noviny navštěvoval často divadlo a se zvláštním zájmem divadlo Deutsches Spielhaus, které roku 1900 založil inovativní režisér Alfred von Berger. Tehdy pojal myšlenku napsat činohru. Avšak brzy, již po přestěhování do Vídně roku 1903, došel k poznání, že většinu realistických postav může vytvořit činoherně, hlavní pár „věčných milenců“ by nebylo možné pouhými slovy charakterizovat podle jeho představ. Přepracoval proto tento námět na vlastní veršované libreto, ke kterému po dokončení své 4. symfonie (1905) a soudní scény pro Jessiku začal komponovat hudbu. Pracoval na ní výjimečně dlouho a obtížně, takže operu dokončil až roku 1917. V té době prošel jeho skladatelský sloh značnou proměnou – odrážející se především v řadě písňových cyklů, které v mezidobí složil –, v jejímž důsledku se Nepřemožení a zbývající dvě Foerstery opery pojetím značně liší od trojice jeho předchozích operních děl.
Hlavní motiv převzal skladatel ze životopisu svého bratra, malíře Viktora Foerstera, s nímž Josefa Bohuslava pojil velmi vřelý vztah. Viktor Foerster zažil osudovou a nešťastnou lásku k dívce ze šlechtické rodiny. Hrdina Nepřemožených si ponechal jeho jméno i některé charakteristiky: prohlašuje o sobě „Jsem přítel snů a v ústraní bych nejraděj se s dílem uchýlil.“ To se shoduje s charakteristikou Viktora Foerstera, kterou skladatel zachoval ve svých pamětech. V původním činoherním náčrtu byl Viktor navíc malířem a malířský prvek zůstal i v opeře, a to v podobě parodické bohémské scény na začátku 4. dějství, neboť Josef Bohuslav Foerster toto prostředí dobře znal. V konečné podobě je však hlavní hrdina houslistou a skladatelem a autor do jeho výroků a postavy vložil mnoho vlastních názorů a osobních rysů.
Premiéra Nepřemožených dne 19. prosince 1918 byla jednou z posledních premiér, které v Národním divadle připravil dirigent Karel Kovařovic. V roli Viktora vystoupil pohostinsky významný český tenorista Otakar Mařák. V té době byl Josef Bohuslav Foerster považován za jednoho z nejvýznamnějších žijících českých skladatelů. Nová opera se v průběhu tří let hrála dvacetkrát a převzala ji i další divadla. Její námět ze šlechtických kruhů i pateticky romantické literární i hudební zpracování však v poválečných republikánských a modernistických letech nezaujal trvale a Nepřemožení nedosáhli ohlasu Foersterových předcházejících oper. To se dosud nezměnilo; podle Ladislava Šípa mají poslední tři Foersterovy opery ušlechtilou ideu, „její dramatické vyjádření je však buď v námětu, nebo v postavách či rozvíjení konfliktů pro dnešního diváka nepřesvědčivé, ba překonané“, a v posledním půlstoletí se nenašlo divadlo, které by se platnost tohoto tvrzení odvážilo ověřit.

## Charakteristika díla
Před Nepřemoženými napsal Foerster vlastní libreto již k Evě a v této opeře na své zkušenosti navázal, zejména na formu rýmovaného, ale rytmicky rozrůzněného verše. Nebyl však v tomto případě omezován původní činoherní předlohou ani lidovým prostředím, a proto zvolil sobě vlastní slovník a způsob vyjadřování, totiž ušlechtilý, básnickým poněkud nadnesený výraz s důrazem na etické sentence.
V případě Nepřemožených se vlastně nejedná o drama v pravém smyslu. Hlavní postavy méně jednají, zato v řadě více méně statických scén popisují své názory a pocity. Tuto operu lze označit za „lyrickou zpěvohru se symbolickým doslovem“. Vzorem byla skladateli opera soustřeďující se na vnitřní, subjektivní svět hlavních postav, ve které je vnější děj jen ilustrací, jako Čajkovského Evžen Oněgin nebo Wagnerův Tristan a Isolda. Hlavní myšlenky díla vyjadřuje přímo postava Viktora ve svém textu: „Dát výraz citům svým, jim duši vdechnouti, to můj jest ideál.“ – „Cit pro umělce téma jedno, věčné.“ S tímto pojetím umění je spojen i pohled na ženu jako na idol, múzu či inspirátorku mužova díla spíše než jako člověka a partnera. Původní, nevyzrálá pohlavní láska, kterou k sobě milenci cítí v 1. jednání, musí být očištěna a zocelena v zápase s protivenstvími života i vlastními slabostmi (sobectví, pohodlí, ctižádost, konformita). Zůstanou-li milenci „nepřemoženi“ těmito nástrahami, láska dosahuje svého nejvyššího stavu splynutí duší.
Zejména ve srovnání s předcházející Jessikou mizí uzavřená čísla a celá opera se nese v plynulém lyrickém proudu, který je přerušován kontrastními, živými až groteskními scénami. Postavy se nevyjadřují v oddělených recitativech a áriích, ale v hudebnědramatické deklamaci, spíše v kantabilním ariosu, v němž hlasy sledují zpěvnost založenou v orchestru. Dvě hlavní hudební témata jsou spojena s postavami Viktora a Alby, i když je nelze označit za wagnerovské příznačné motivy; existují paralelně a v závěrečném dvojzpěvu se efektně kombinují. Objevují se opět prvky pro Foerstera charakteristické: volná polyfonie, synkopické rytmy jako prostředek lyrické dynamiky a vyjádření duševních pochodů hrdinů, plochy v pomalejším trojdobém rytmu. Hudební základ Nepřemožených je dosud melodický, přibývá však harmonické a polyfonické disonantnosti, které se dále rozvinuly ve Foersterových pozdějších dílech.

## Inscenační historie opery
Nepřemožení nedosáhli takového ohlasu jako tři předchozí Foersterovy opery, přesto byli inscenováni pravidelně v době První republiky. Národní divadlo vypravilo nové inscenace v letech 1929 a 1936, roku 1926 ji uvedlo Národní divadlo v Brně, v letech 1930 a 1939 Národní divadlo moravskoslezské v Moravské Ostravě, v roce 1935 Městské divadlo v Olomouci, v roce 1943 Městské divadlo v Plzni. Od II. světové války však byla uvedena pouze jednou, a to jako studentské představení divadla DISK Akademie múzických umění v Praze v roce 1959, při příležitosti stého výročí narození skladatele.

## Osoby a první obsazení
| osoba                                                                      | hlasový obor | premiéra (19.12.1918) |
| -------------------------------------------------------------------------- | ------------ | --------------------- |
| Hrabě Xaver                                                                | bas          | Jiří Huml             |
| Alba, jeho neteř                                                           | soprán       | Gabriela Horvátová    |
| Kníže Roj                                                                  | baryton      | Jan Ouředník          |
| Kněžna, jeho matka                                                         | alt          | Věra Pivoňková        |
| Ronald, přítel knížete Roje                                                | tenor        | Antonín Lebeda        |
| Velvarský, přítel knížete Roje                                             | tenor        | Karel Kügler          |
| Jiří, přítel knížete Roje                                                  | baryton      | Václav Novák          |
| Blažena, jeho sestra                                                       | soprán       | Ema Miřiovská         |
| Zdeňka, její přítelkyně                                                    | soprán       | Marie Rejholcová      |
| Martin, zahradník u hraběte Xavera                                         | bas          | Emil Pollert          |
| Viktor, jeho syn                                                           | tenor        | Otakar Mařák          |
| Boris, člen malířského klubu Impasto                                       | bas          | Vilém Zítek           |
| Havel, člen malířského klubu Impasto                                       | tenor        | Bedřich Bohuslav      |
| Kafka, člen malířského klubu Impasto                                       | …            | Jaroslav Rosenkranc   |
| Sluha knížete Roje                                                         | …            | Václav Vorel          |
| Šlechtici, malíři, modelky, sloužící, hostinský a sklepnice                |              |                       |
| Dirigent: Karel Kovařovic, režisér: Gustav Schmoranz, scéna: Karel Štapfer |              |                       |

## Děj opery

### 1. dějství
(Starý zámecký park za časného letního jitra) V zámecké zahradě hovoří hrabě Xaver se svým zahradníkem Martinem. Hovor o přípravách na večerní slavnost brzy sklouzne ke vzpomínkám na staré zlaté časy a k žehrání na dnešní mládež. Poté se zahradník setká se svým synem Viktorem. Ten je nadaný houslista a skladatel. Hrabě Xaver jej podporuje a mladý hudebník sklízí první úspěchy. Nyní se však tváří zasmušile a Martin mu vyčítá bolestínskou melancholii – to on se za svého mládí dovedl veselit! Viktor otce ujišťuje, že to je jen přechodná nálada, jež brzy přejde.
Příčinou Viktorova tajného žalu je láska ke komtese Albě, Xaverově neti. Potkává ji v zahradě a společně vzpomínají na začátek své skryté náklonnosti. Mladý hudebník zlomil Albino srdce truchlivou písní, kterou napsal s myšlenkou na svou neopětovanou vášeň. Alba jej však polibkem ujistí, že jeho city opětovány jsou, a přijímá od něj novou, naděje plnější píseň.
Viktorův okamžik vrcholného štěstí netrvá dlouho. Dostaveníčko mladých lidí pozoroval hrabě Xaver a nyní s Viktorem vážně rozpráví. Jako jeho dávný dobrodinec a podporovatel jeho uměleckého vzestupu mu připomíná, že by se měl věnovat svému umění a nikoli milostným pletkám. Ostatně sňatek s Albou je pro stavovský rozdíl zhola nemožný. Žádá po Viktorovi, aby ještě ten den bez rozloučení odjel – a neučiní-li tak, musí odjet Alba. Viktor po dlouhém boji slibuje poslechnout, Albě se navždy vyhýbat a nikdy jí neprozradit důvod svého odjezdu, i když sám pochybuje, zda bude schopen slibu dostát.

### 2. dějství
(Taneční sál na zámku šlechtice Velvarského) Uplynulo šest let, Viktor je nyní uznávaným skladatelem i houslovým virtuosem a právě dohrál k obveselení společnosti svou poslední skladbu nazvanou „Píseň odvěké touhy“. Přítomna je náhodně i Alba, nyní provdána za knížete Roje. Společnost – Velvarský, Roj a šlechtici Jiří a Renald – diskutuje o tanci, lovu a hudbě. Jiří hovoří s Viktorem o jeho plánech a považuje ho pro jeho bohatství a úspěch za šťastného života, ale Viktor tyto světské klamy odmítá a dává přednost snění a samotě. Na návrh dam Blaženy a Zdeňky se muži účastní řečnického souboje na téma „Co láska jest a má-li trvání“. Nejrůznější duchaplné projevy završí Viktor svým extatickým zbožněním lásky jako „všeho krásna roditelky“. Když všichni odejdou k tanci a Viktor se ocitne o samotě s dosud mlčící Albou, začne jí horoucně vyjevovat své city, jež s časem nijak nepozbyly na náruživosti. Alba však přijme jeho vyznání odměřeně a místo toho hovoří o odtažité kráse hudby. Další konverzaci přeruší kníže Roj a s podezíravým pohledem na Viktora manželku odvede.
(Proměna – salon kněžny Alby) Přes její výslovný zákaz přišel Viktor do Albina domu. Domnívá se, že již dokázal svým uměním překonat bariéry společenského postavení, a připomíná jí svou lásku. Prozradí jí též, jakým způsobem byl donucen se jí vzdát. Alba ho odmítá a Viktor odchází s pohrůžkou sebevraždy, ale z jejího bolestného výkřiku poznává, že jí dosud není zcela lhostejný. Opakuje jí tedy ještě důrazněji své vyznání. Alba však trvá na svém, hodlá zachovat manželskou věrnost. Když se k ní Viktor přiblíží a chce ji stisknout v náručí, ukončí Alba trapnou audienci zazvoněním na služebnictvo.

### 3. dějství
(Salon kněžny Alby, letní poledne) Uplynulo dalších deset let. Alba sedí ve svém saloně v zamyšlení u klavíru a bolestně vzpomíná na své mládí, které se rozplynulo v manželství bez lásky. Přichází za ní starý hrabě Xaver a žádá Albu za odpuštění, že zabránil jejímu sňatku s milovaným Viktorem a místo toho ji – za finanční odměnu – provdal za knížete. Alba mu odpouští z vděku za péči, které se jí v jeho domě dostalo.
Kněžnu přichází pozdravit šlechtic Jiří. Právě se vrátil z Itálie, kde se setkal s Viktorem. Ten slavil v této zemi obrovské úspěchy, ale poté náhle a snad smrtelně onemocněl a uchýlil se do kláštera San Angelo poblíž Neapole. Po Jiřího odchodu si zdrcená Alba nejen přiznává, že její potlačovaná láska k hudebníkovi je stále stejně živá jako dříve, ale poznává v ní i své životní určení. Shazuje okovy svého manželství a odjíždí za Viktorem.

### 4. dějství
(Před osterií v San Angelu před západem slunce) V malé hospůdce se bujně veselí členové malířského klubu „Impasto“ se svými modelkami. Jeden z nich jménem Boris s humornou nadsázkou předvádí milostná dobrodružství kolegy Kafky. Po jejich odchodu zbude jediný host: je to Viktor, sestárlý a zbídačelý nemocí, jakoby nevnímající okolí. Ani Alby, která jej stěží poznává, si nejprve nevšimne. Teprve když jej žena osloví, pohlédne na ni, a to nejprve trpce, protože čeká jen konečné odmítnutí a pak smrt. Alba mu však sděluje, že se osvobodila a že hodlá dále patřit jen jemu. Viktor poznává, že jejich životní láska po dlouhé strázni a odloučení dojde svého naplnění. Opera končí extatickým duetem Milenci věční za světlem jdeme života tmami v nebeský jas.

## Nahrávky
Nahrávka celé opery dosud neexistuje. Existuje pouze nahrávka závěrečného duetu Viktora a Alby v podání Ivo Žídka a Aleny Míkové, Symfonický orchestr Československého rozhlasu v Praze diriguje Josef Hrnčíř. Jedná se o nahrávku Československého rozhlasu v Praze pořízenou roku 1959 ke 100. výročí skladatelova narození. Radioservis, a.s., ji roku 2009, v roce 150. výročí, vydal na CD Josef Bohuslav Foerster: Scény z oper (CR0461-2).